# Condado de Isanti
El condado de Isanti (en inglés: Isanti County) es un condado en el estado estadounidense de Minnesota. En el censo de 2020 el condado tenía una población de 41 135 habitantes. Forma parte del área metropolitana de Minneapolis–Saint Paul. La sede de condado es Cambridge. El condado fue fundado el 13 de febrero de 1857 y fue nombrado en honor a los indios izaty, quienes formaban parte de la tribu de los siux.

## Geografía
Según la Oficina del Censo, el condado tiene un área total de 1.170 km² (452 sq mi), de la cual 1.137 km² (439 sq mi) es tierra y 33 km² (13 sq mi) (2,83%) es agua.

### Condados adyacentes
- Condado de Kanabec (norte)
- Condado de Pine (noreste)
- Condado de Chisago (este)
- Condado de Anoka (sur)
- Condado de Sherburne (suroeste)
- Condado de Mille Lacs (noroeste)

## Autopistas importantes
- Ruta estatal de Minnesota 47
- Ruta estatal de Minnesota 65
- Ruta estatal de Minnesota 95
- Ruta estatal de Minnesota 107
- Ruta estatal de Minnesota 293

## Demografía
En el censo de 2000, hubo 31.287 personas, 11.236 hogares y 8.415 familias residiendo en el condado. La densidad poblacional era de 71 personas por milla cuadrada (28/km²). En el 2000 había 12.062 unidades habitacionales en una densidad de 28 por milla cuadrada (11/km²). La demografía del condado era de 97,65% blancos, 0,26% afroamericanos, 0,58% amerindios, 0,38% asiáticos, 0,02% isleños del Pacífico, 0,17% de otras razas y 0,94% de dos o más razas. 0,83% de la población era de origen hispano o latino de cualquier raza. 
La renta promedio para un hogar del condado era de $50.127 y el ingreso promedio para una familia era de $55.996. En 2000 los hombres tenían un ingreso medio de $39.381 versus $26.427 para las mujeres. La renta per cápita para el condado era de $20.348 y el 5,70% de la población estaba bajo el umbral de pobreza nacional.

## Localidades

### Ciudades y pueblos
| - Andree - Athens - Blomford | - Bradford - Braham - Cambridge | - Carmody - Crown - Dalbo | - Day - Edgewood - Elm Park | - Grandy - Isanti - Oxlip | - Pine Brook - Spencer Brook - Springvale | - Stanley - Stanchfield - Walbo | - Weber - West Point - Wyanett |

### Municipios
| - Municipio de Athens - Municipio de Bradford - Municipio de Cambridge - Municipio de Dalbo - Municipio de Isanti - Municipio de Maple Ridge - Municipio de North Branch | - Municipio de Oxford - Municipio de Spencer Brook - Municipio de Springvale - Municipio de Stanchfield - Municipio de Stanford - Municipio de Wyanett |